# Inday Ba
Inday Ba (N’Deaye Ba) fue una actriz brito-sueca con participaciones en el teatro, cine y televisión. Nació en Gotemburgo, Suecia, el 10 de agosto de 1972 de padre senegalés y madre sueca, quienes se separaron al cabo de un año de casados.

## Primeros años
A la edad de ocho años, N’Deaye y su madre se mudan a Baviera, Alemania, donde viven por cuatro años y regresan a vivir a Suecia en un pequeño poblado llamado Trollhättan. Poco después de terminar la secundaria, en 1992, Ba se muda al Reino Unido para mejorar su inglés e inscribirse en una escuela de actuación en Londres. Luego de dos años de tomar algunas clases de actuación y trabajar en tiendas, es en 1993 cuando es aceptada por la Webber Douglas Academy.

## Carrera
Ba, desde niña sintió inclinación por las artes escénicas, lo que la llevaba a ser el centro de atención en las fiestas a las que asistía haciendo reír a la gente. Ya de adulta, al poco tiempo después de graduarse como actriz, consigue actuar en una serie y un rol en una película. Trabajó por dos años más y decidió probar suerte en Hollywood, sin mucho éxito; a lo que dijo: “El sueño americano sólo ocurre cuando duermes”. En 2000, cuando a su madre le diagnostican leucemia, decide regresar a su lado en Londres, donde ésta vivía. Al año siguiente conoce al director Jonathan Clements, con quien se casaría en el verano de 2002 y mudaría a Banwell en Somerset.
Ba consiguió roles en algunas series importantes de horario estelar tales como:
- "Trial & Retribution" interpretando a DC Lisa West (2002-2003)
- "Sea of Souls" como Anna (2005)
- "Jericho" como Martha Sorin (2005)

## Su enfermedad y muerte
N’Deaye Ba había sentido resquebrajos de salud mientras vivió en Los Ángeles, y cuando regresó a Londres los malestares se incrementaron. Tras años de malos diagnósticos, no fue sino hasta finales de 2002, poco tiempo después de casarse, que se le diagnosticó lupus. En diciembre, sufre una deficiencia renal y a comienzos de 2003 la pareja se separa. A pesar de su condición, Ba logra continuar con su carrera actoral con graves recaídas. El 20 de abril de 2005, muere en Londres, Reino Unido, poco después de rodar Jericho.

## Su tragedia en video
Como una iniciativa para dar a conocer y educar al público sobre lo duro de esta enfermedad, N’Deaye decide, con ayuda de su madre y una cámara de video casera en mano, grabar su evolución, tratamientos y procedimientos médicos a los que se ve sometida. Dicho documental que lleva por nombre "The Wolf Inside" (El lobo de adentro o El lobo interno), comenzó a ser grabado en el verano de 2004.
El resultado de la grabación es una película conmovedora por lo emotivo de los padecimientos tanto físicos como emocionales que sufrió Ba, así como también el hecho de que su madre Christina luchaba con la leucemia al mismo tiempo. Tal filme fue ovacionado tres años después de la muerte de N’Deaye en los Premios de la Academia Británica de Cinematografía, BAFTA.